# Lambert Heinrich von Babo
Lambert Heinrich Joseph Anton Konrad Freiherr von Babo (Ladenburg, 25 de novembro de 1818 – Karlsruhe, 15 de abril de 1899) foi um químico alemão.

## Publicações
- Arsen in Vergiftungsfälle (1844)
- Zentrifugalkraft (1852)